# Lista de deputados estaduais do Ceará da 16.ª legislatura
Essa é uma lista de deputados estaduais do Ceará eleitos para o período 1971-1975. Foram eleitos 39 deputados.

## Composição das bancadas
| Partido | Líder           | Bancada | Posição  |
| ------- | --------------- | ------- | -------- |
| ARENA   | Ricardo Pontes  | 31 / 39 | Governo  |
| MDB     | Mauro Benevides | 8 / 39  | Oposição |

## Deputados estaduais
| Deputados estaduais eleitos        | Partido | Votação | Cidade onde nasceu      |
| Adauto Bezerra                     | ARENA   | 29.116  | Juazeiro do Norte       |
| Haroldo Sanford                    | ARENA   | 15.140  | Camocim                 |
| Mauro Benevides                    | MDB     | 14.890  | Fortaleza               |
| Raimundo Gomes da Silva            | ARENA   | 14.454  | Uruburetama             |
| Ricardo Pontes                     | ARENA   | 14.343  | Fortaleza               |
| Leorne Belém                       | ARENA   | 13.856  | Quixeramobim            |
| José Wilson Machado Borges         | MDB     | 13.560  | Caririaçu               |
| José Mário Mota Barbosa            | ARENA   | 13.552  | Maranguape              |
| Orzete Filomeno Ferreira Gomes     | ARENA   | 12.610  | Acaraú                  |
| Antônio Soares Cavalcanti          | ARENA   | 12.414  | Crateús                 |
| Gonçalo Claudino Sales             | ARENA   | 11.772  | Novo Oriente            |
| Chagas Vasconcelos                 | MDB     | 11.385  | Santana do Acaraú       |
| Júlio Gonçalves Rêgo               | ARENA   | 11.354  | Tauá                    |
| José Parente Prado                 | ARENA   | 11.300  | Sobral                  |
| Marconi José Figueiredo de Alencar | ARENA   | 11.113  | Juazeiro do Norte       |
| Francisco Deusimar Lins Cavalcante | MDB     | 11.090  | Pedra Branca            |
| Manuel de Castro Filho             | ARENA   | 10.807  | Morada Nova             |
| Cincinato Furtado Leite            | ARENA   | 10.719  | Santana do Cariri       |
| Francisco Fonseca Coêlho           | ARENA   | 10.614  | Tamboril                |
| Antônio Fernando Melo              | ARENA   | 10.126  | Ibiapina                |
| Antônio Eufrasino Neto             | MDB     | 10.085  | Poranga                 |
| José Batista de Oliveira           | ARENA   | 10.030  | Pacatuba                |
| Adelino de Alcântara               | ARENA   | 9.984   | São Gonçalo do Amarante |
| Edson da Mota Corrêa               | ARENA   | 9.977   | Caucaia                 |
| João Viana de Araújo               | ARENA   | 9.912   | Cedro                   |
| Epitácio Batista de Lucena         | ARENA   | 9.874   | Iguatu                  |
| Aquiles Peres Mota                 | ARENA   | 9.781   | Ipueiras                |
| Alceu Vieira Coutinho              | ARENA   | 9.780   | Independência           |
| Almir Santos Pinto                 | ARENA   | 9.760   | Lavras da Mangabeira    |
| João Frederico Ferreira Gomes      | ARENA   | 9.684   | Sobral                  |
| Acilon Gonçalves Pinto             | ARENA   | 9.368   | Aurora                  |
| Franklin Chaves                    | ARENA   | 9.350   | Fortaleza               |
| Paulo Feijó de Sá e Benevides      | ARENA   | 9.222   | Mombaça                 |
| Lourival Amaral Banhos             | MDB     | 9.217   | Fortaleza               |
| Walter Cavalcante Sá               | ARENA   | 8.797   | Cariré                  |
| Jeová Costa Lima                   | ARENA   | 8.783   | Itaiçaba                |
| José de Queiroz Ferreira           | ARENA   | 8.779   | Beberibe                |
| Francisco Castelo de Castro        | MDB     | 8.558   | Mombaça                 |
| Irapuan Dinajá Cavalcante Pinheiro | MDB     | 8.060   | Solonópole              |